# Mimnermus
Mimnermus (Oudgrieks: Μίμνερμος, Mímnermos) was een Grieks dichter die leefde te Colophon (Klein-Azië) in de tweede helft van de 7e eeuw v.Chr. Hij was componist-fluitspeler van beroep, in een stad ten prooi aan overdreven luxe en zinnelijk genot.
Mimnermus schreef hoofdzakelijk sentimentele elegieën met erotische ondertoon, vaak opgedragen aan zijn geliefde Nanno, een prostituee die ook fluitspeelster was. Hij drukt zich uit in het episch-Ionische dialect. Een geliefd thema in zijn gedichten is de angst voor de vluchtigheid van het leven, en het schrille contrast tussen bekoorlijke jeugd en beklagenswaardige ouderdom. 
Reeds in de oudheid genoot hij erkenning: hij werd veel nagevolgd in de alexandrijnse tijd en in de Romeinse (augusteïsche) literatuur.
- Bibsys: 90782444
- Biblioteca Nacional de España: XX1000355
- Bibliothèque nationale de France: cb12356269z (data)
- Catàleg d'autoritats de noms i títols de Catalunya: 981058513756806706
- Gemeinsame Normdatei: 118784080
- International Standard Name Identifier: 0000 0004 0362 0432
- Library of Congress Control Number: n83319399
- Nationale Bibliotheek van Tsjechië: xx0321288
- Nationale Bibliotheek van Israël: 987012658468705171
- Nationale Bibliotheek van Polen: a0000001136937
- Nederlandse Thesaurus van Auteursnamen: 069833486
- Réseau des bibliothèques de Suisse occidentale: 02-A003596768
- Istituto Centrale per il Catalogo Unico: VIAV001057
- LIBRIS: 287061
- Système universitaire de documentation: 088480763
- Virtual International Authority File: 249318061